# Sköldpaddan Harriet

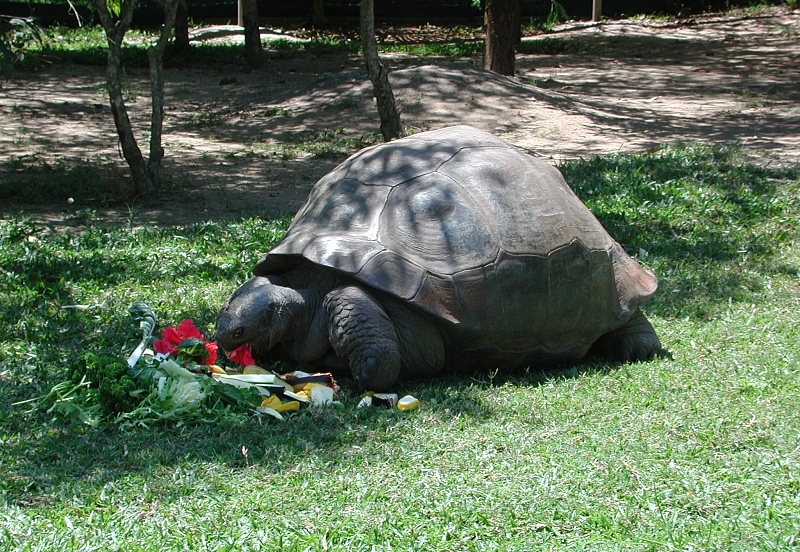
Harriet, 2002

Sköldpaddan Harriet, född cirka 1830 på Galápagosöarna, Ecuador, död 23 juni 2006 på Australia Zoo, Beerwah, Queensland, Australien, var en  galapagossköldpadda, förmodligen av taxonet porteri, som uppskattades vara runt 175 år då hon dog, vilket gör henne till ett av de äldsta kända djuren.
Under lång tid trodde man att Harriet var en hane och döpte henne därför till "Harry", efter Harry Oakman, curator på Brisbane Botanical Gardens där hon levde i nästan 100 år, fram till 1952. När man förstod att hon var en hona, döptes hon om till Harriet. Studier visar att det på 1800-talet levde tre stora sköldpaddor i Brisbane Botanical Gardens, varav en dog 1929. Detta skapade en möjlig koppling till Charles Darwin då han 1835 ska ha tagit med sig tre sköldpaddor från Galápagosöarna. Utifrån storleksangivelser från Darwin på dessa tre sköldpaddor, uppskattas åldern på dessa ha varit 1–5 år gamla när de skeppades från öarna. Om Harriet verkligen är en av dessa sköldpaddor har dock inte gått att verifiera. Genetiska studier har visat att Harriet tillhörde ett endemiskt taxon från en av de Galapagosöar Darwin aldrig besökte. 
1952 flyttades hon från Brisbane Botanical Gardens, till Australia Zoo, även det beläget i Queensland och ägt av "krokodiljägaren" Steve Irwin. Där tillbringade Harriet återstoden av sitt långa liv.